# Cratoparini
Cratoparini es una tribu de coleópteros polífagos de la familia Anthribidae. Contiene los siguientes géneros:

## Géneros
- Erotylopsis Jordan, 1904
- Euparius Schoenherr, 1823
- Euxuthus Jordan, 1937
- Pseudeuparius Jordan, 1914